# Diandria

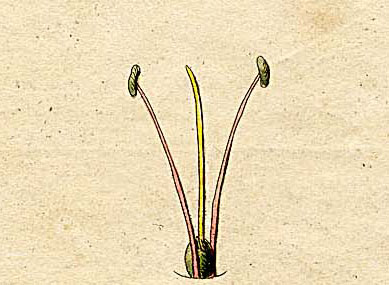
Diandria

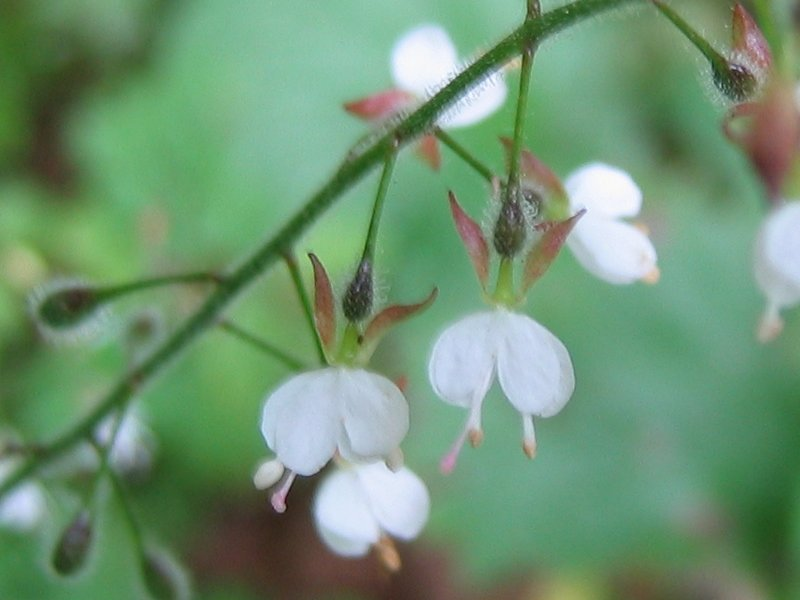
Circaea lutetiana

Em botânica, diandria  é uma classe de plantas segundo o sistema de Linné.  Apresentam flores hermafroditas com dois estames livres e iguais.
As ordens e os gêneros que constituem esta classe são:
Ordem 1. Monogynia (com um pistilo)
Gêneros: Nyctanthes, Jasminum, Ligustrum, Phillyrea, Olea, Chionanthus, Syringa, Eranthemum, Circaea, Veronica, Justicia, Gratiola, Pinguicula, Utricularia, Verbena, Lycopus, Amethystea, Ziziphora, Monarda, Rosmarinus, Salvia, Dianthera, Collinsonia, Morina
Ordem 2. Digynia (com dois pistilos)
Gêneros: Anthoxanthum, Bufonia
Ordem 3. Trigynia (com três pistilos)
Gêneros: Piper

## Ordem diandria
No mesmo sistema de classificação, diandria é uma ordem das classes Monoecia , Dioecia e Gynandria.